# 요시나가정
요시나가정(吉永町)은 오카야마현 남동부 (와케군)에 위치했고 효고현과 접했던 정이다. 2005년 3월 22일, 비젠시, 하나세정과 합병으로 신 비젠시가 되어 정사무소는 비젠시청 요시나가 종합 지소로 되어 있다.

## 역사
- 1889년 6월 1일 - 정촌제 시행에 의해 와케군 애이호촌이 성립하였다.
- 1948년 11월 1일 - 정으로 승격해 에이호정이 되었다.
- 1948년 11월 1일 - 에이호정이 요시나가정으로 개칭되었다.
- 1954년 3월 1일 - 1정 2촌이 합병해 신 요시나가정이 되었다.
- 2005년 3월 22일 - 비젠시, 와케군 하나세정과 대등 합병으로 신 비젠시가 되었다.

## 교통

### 철도
- 서일본 여객철도
  - 산요 본선

### 도로
- 산요 자동차도